# يو إس إس ميسيسيبي (بي بي-41)
كانت يو إس إس ميسيسيبي (بي بي-41 / إيه جي-128)، البارجة الثانية من بين ثلاث بوارج صُنعّت من فئة نيو مكسيكو وثالث سفينة تابعة للبحرية الأمريكية تُسمى تكريماً للولاية العشرين.

## للمزيد من القراءة
- Pater، Alan F. (مارس 2006). "'Ole Miss': The Battleship That Ushered in the Missile Age". Sea Classics. ج. 39 ع. 3. Available on Questia.

## وصلات خارجية
- قالب:Navsource